# Disa oligantha
Disa oligantha är en orkidéart som beskrevs av Heinrich Gustav Reichenbach. Disa oligantha ingår i släktet Disa och familjen orkidéer. Inga underarter finns listade i Catalogue of Life.